# Les Trois Mousquetaires (film, 1953)
Pour les articles homonymes, voir Les Trois Mousquetaires (homonymie).
Pour plus de détails, voir Fiche technique et Distribution.
Les Trois Mousquetaires est un film franco-italien réalisé par André Hunebelle, sorti en 1953. À noter que cette production est tournée et projetée en couleurs, ce qui n'est pas fréquent à l'époque.

## Synopsis
Sous le règne de Louis XIII, D'Artagnan part de sa Gascogne natale pour Paris où il s’engage dans le régiment des mousquetaires du roi. Sur tout le trajet, les paysans se moquent de la robe de son cheval. Le chevalier fait halte à Meung dans une auberge où, une nouvelle fois, on se moque de son cheval : « L'Homme descend du cheval » claironne le comte de Rochefort. D'Artagnan prend la mouche, provoque un duel mais les servants de l'auberge le bastonnent. Quand le Gascon se réveille, tombant immédiatement amoureux de la servante qui le soigne, il revoit le comte qui parle à Milady de Winter. Celui-ci demande à l'intrigante de se rendre en Angleterre pour surveiller le duc de Buckingham, le cousin de Milady. D'Artagnan veut encore se quereller mais Rochefort se moque encore du chevalier, n'ayant qu'un moignon d’épée pour le quereller.
Finalement, D'Artagnan arrive à Paris, non sans avoir passé sa convalescence dans les bras de la servante, pour s’engager dans le régiment des mousquetaires du roi commandé par M. de Tréville. Pendant l'entretien avec le capitaine, il reconnait son agresseur de Meung et lui court après pour se venger. Mais dans sa course, il bouscule et se chamaille avec chacun des trois mousquetaires Athos, Porthos et Aramis. Comme l’exige la coutume des Mousquetaires, bien que les duels soient interdits par le cardinal de Richelieu, ceux-ci le défient pour réparation. Il accepte avec grâce, devant se battre à cinq heures avec chacun des Mousquetaires.
Profitant du temps avant de mourir, il s’installe dans la famille Bonacieux, dont la nièce, Constance, ne le laisse pas indifférent.
Pendant qu'il croise le fer avec le premier des mousquetaires, l’arrivée des gardes du cardinal de Richelieu met un terme à leur bataille et D’Artagnan décide de se ranger aux côtés de ses trois adversaires pour repousser les hommes du cardinal.
Au Louvre, le cardinal avertit le roi Louis XIII, devant M. de Tréville, des agissements des mousquetaires. Mais le roi est charmé par tant de bravoure et demande à rencontrer les vainqueurs. Le roi les félicite et en récompensant le Gascon, demande qu'on le prenne comme cadet chez les mousquetaires du roi.
Fortuitement, la nuit tombée, le cadet tombe nez à nez avec le duc de Buckingham accompagné de Constance. Il décide de les suivre au Louvre pour couvrir l'entrevue secrète entre la reine et le duc. Celle-ci donne, en gage d'amour à l'Anglais, ses ferrets qu'elle portait lors de leur première rencontre. Pris malgré lui dans cette affaire d’état, il se retrouve embastillé avec les trois mousquetaires. 
Le cardinal décide de faire relâcher les quatre amis mais à condition qu'ils l'escortent chez Milady. Découvrant le complot, ils s’unissent dans des aventures périlleuses pour déjouer les conspirations du cardinal et de ses sbires. En effet, poussé par le cardinal, le roi a demandé à la reine de paraître avec ces ferrets au prochain Bal des Échevins. Pour être certain que la reine ne pourra obéir, Richelieu a chargé Milady de Winter de subtiliser deux des ferrets qui sont en possession de Buckingham.

## Fiche technique
- Titre : Les Trois Mousquetaires
- Réalisation : André Hunebelle
- Assistants : Jacques Garcia, Bernard Toublanc-Michel
- Scénario : Michel Audiard d'après le roman homonyme d'Alexandre Dumas Père
- Décors : Lucien Carré, assisté de Sydney Bettex, François Sune
- Costumes : Mireille Leydet
- Coiffures : Odette Rey
- Photographie : Marcel Grignon
- Caméraman : Billy Villerbue
- Son : René-Christian Forget
- Montage : Jean Feyte
- Musique : Jean Marion et Costantino Ferri[1]
- Effets spéciaux : Nicolas Wilcke
- Maquillage : Marcel Rey, Georges Bourban, Hagop Arakelian
- Photographe de plateau : Henri Thibault
- Maître d'armes : André Gardère
- Maître écuyer : François Nadal
- Maître d'armes : Claude Carliez
- Script-girl : Madeleine Lefèvre
- Régisseur : René Boulais
- Tournage aux studios de Saint-Maurice et au château de Fontainebleau entre avril et juillet 1953
- Production : André Hunebelle, Adrien Remaugé, Pierre Cabaud, Charles Delac
- Production étrangère : Goffredo Lombardo, Silvio Clementelli
- Directeur de production : Paul Cadéac
- Sociétés de production :
  -  Production Artistique et Cinématographique, Pathé Films, Société Générale de Cinématographie
  -  Titanus Produzione
- Société de distribution : Pathé Consortium Cinéma
- Pays d'origine :  France,  Italie
- Langue originale : français
- Format : Couleurs, par Gevacolor — 35 mm - 1,37:1 (Procédé sphérique) - son Mono
- Genre : Film de cape et d'épée
- Durée : 116 minutes
- Dates de sortie : 
  - France : 7 octobre 1953
  - Italie : 8 décembre 1953
- Affiche : Jean Mascii (France)

## Distribution
- Georges Marchal : D'Artagnan
- Bourvil : Planchet, valet de D'Artagnan
- Yvonne Sanson (VF : Hélène Tossy) :  Milady de Winter
- Gino Cervi (VF : Pierre Morin) : Porthos
- Claude Dauphin : le narrateur Alexandre Dumas
- Danielle Godet : Constance Bonacieux
- Jean Parédès : le comte de Wardes
- Louis Arbessier : le roi Louis XIII
- Georges Chamarat : M. Bonacieux
- Paul Demange : l'aubergiste de Beauvais
- Jean Martinelli : Athos
- Renaud Mary : le cardinal de Richelieu
- Jean-Marie Robain : La Chenais, serviteur du Roi
- Marie Sabouret : la reine Anne d'Autriche
- Jean-Marc Tennberg : le comte de Rochefort
- Félix Oudart : M. de Tréville
- Jacques François : Aramis
- Steve Barclay : le duc de Buckingham
- Charles Bouillaud : l'aubergiste de Calais
- Christian Bertola
- Raoul Billerey
- Alain Bouvette : Lubin, valet du comte de Wardes
- Paul Clérouc : le valet de Milady/Kitty
- Danielle Dumont : Annette, la servante de Meung
- Anne-Marie Duverney : la servante de Milady/Kitty
- Lucien Frégis : un aubergiste
- Nicole Guezel : une servante
- D. Herquin
- Lucienne Legrand : Mme de Sannois
- Jacques Legras : un garde de Rochefort
- Geneviève Morel : la marchande de volaille
- Gaston Orbal : M. de Soisson
- Françoise Prévost : Ketty, dame de compagnie de Milady
- Jean Poiret : un garde du cardinal
- Marcel Perès : le geôlier
- Édouard Rousseau
- Roger Saget : un aubergiste
- Michel Vadet
- A. Vitrac
- C. Verneuil
- André Wasley : le capitaine

Non Crédités :
- Nicole Gamma : une servante
- Florence Arnaud : une dame de la cour
- Bernard Musson : un laquais
- Louis Velle : un garde du cardinal assommé
- Nicole Guézel : une servante
- Raphaël Patorni
- Marcel Rouzé
- Ivan Govar
- Jean Sylvère

## Autour du film
Première rencontre entre le réalisateur Hunebelle et l'acteur Bourvil qui aura une suite par trois fois avec Cadet Rousselle (1954), Le Bossu (1959) et Le Capitan (1960). Quatre films de cape et d'épée qui favoriseront grandement la popularité de l'acteur. 

## Anachronismes
Michel Audiard par la bouche de Planchet (joué par Bourvil) ou du narrateur (Claude Dauphin), ajoute une note comique en insérant des remarques anachroniques  :
- "N'étant ni de droite, ni de gauche, le comte de Wardes était un homme du milieu" (narrateur).
- "Il y a de quoi devenir révolutionnaire" (Bourvil/Planchet).
- "On devrait fonder un syndicat des gens de maison" (Bourvil/Planchet).
- "Risquer la mort pour gagner sa vie, c'est pas une existence" (Bourvil/Planchet)
- "La bastille, tout le monde descend" (Bourvil/Planchet)

## Réception critique
"Le scénario, écrit et dialogué par Michel Audiard, est très fidèle à l’œuvre originale et conforme à la tradition du genre : panache, grands sentiments, action, combats à l'épée époustouflants et nombreuses cascades", explique Christian Dureau. Il rappelle que Bourvil n'était pas initialement enthousiaste pour le rôle de Planchet. Mais en accord avec Hunebelle et Audiard, il parvient "à épaissir son rôle et à multiplier les gags qui finalement allaient toucher davantage le public que les scènes d'amour entre G. Marchal et D. Godet". "Si Georges Marchal se montre un fringant d'Artagnan, Bourvil trace avec humour la silhouette inédite d'un Planchet malicieux et astucieux". Le film connut un grand succès auprès du public (5.354.839 entrées, sixième au Box-office français de 1953 et troisième film français).